# Hemaglutinação

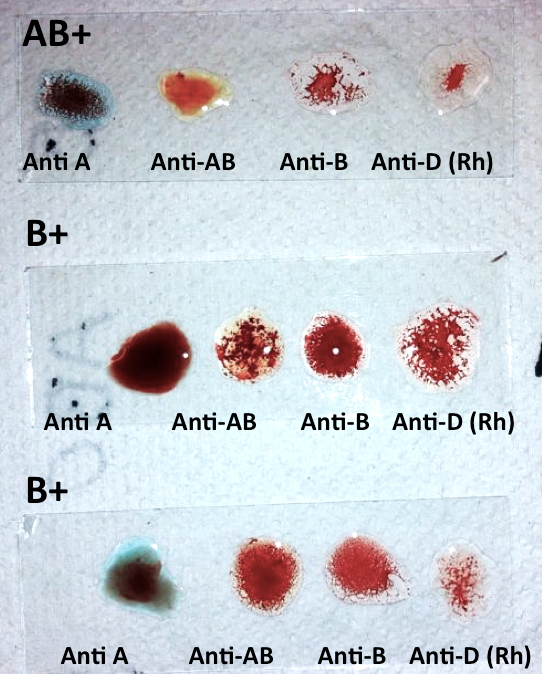
Determinação de grupo sanguíneo por hemaglutinação. AB não aglutina nem anti-A nem anti-B. B aglutina anti-A. A aglutinaria anti-B. Tipo O aglutinaria anti-A e anti-B.

Reação de Hemaglutinação é um exame de laboratório que utiliza hemácias e anticorpos (imunoglobulinas M e G) para verificar a presença de um antígeno no sangue. É um método fácil, rápido e muito utilizado para diagnosticar vírus, bactérias e 
Na reação indireta o hemaglutinante mede a quantidade de antígenos independentemente de estarem em acoplados a um micro-organismo, a uma célula ou livre em soro. 

## Usos clínicos
- Teste de Coombs indireto[1]: Detecta anticorpos contra fator Rh. Importante em mães grávidas para prevenir reações dos anticorpos da mãe contra as células sanguíneas do feto (eritroblastose fetal).
- Teste de Coombs direto[1]: Detecta a presença de complexos antígeno-anticorpo na superfície de glóbulos vermelhos.

## Hemaglutinação viral
A atividade enzimática da hemaglutinina virais produz hemaglutinação em glóbulos vermelhos que se unem formando pontes. Foi demonstrado que a célula vermelha do sangue contem cerca de 300 locais que podem se vincular com um vírus. Muitos vírus contêm proteínas em sua camada externa que lhes permitem vincular os glóbulos vermelhos de várias espécies. Assim, esse exame serve para detectar antígenos dos seguintes vírus em sangue:
- Adenovirus
- Alphavirus
- Bunyaviridae
- Coronavirus
- Flavivirus
- Influenza A
- Orthopoxvirus
- Parainfluenza
- Parvovirus
- Raiva
- Rubéola
- Rotavirus

## Especificidade
Os falsos negativos normalmente se encontram associadas à dosagem de anticorpos inibidores da hemaglutinação, pois no soro humano existem inibidores inespecíficos da hemaglutinação e as técnicas utilizadas para sua remoção, nem sempre, atuam de modo eficiente. Para remover esses inibidores inespecíficos pode-se usar caolin, heparina-MnCl ou sulfato de dextrano e cloreto de cálcio.